# Punto de socorro

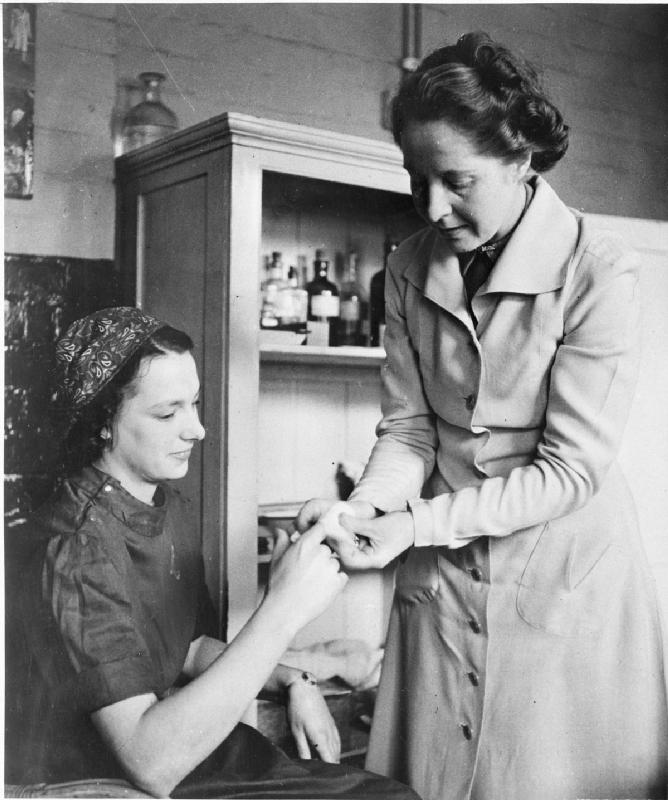
Una trabajadora recibe una primera ayuda a un dedo dolorido por su supervisor en un lugar de socorro o de primeros auxilios, circa 1941

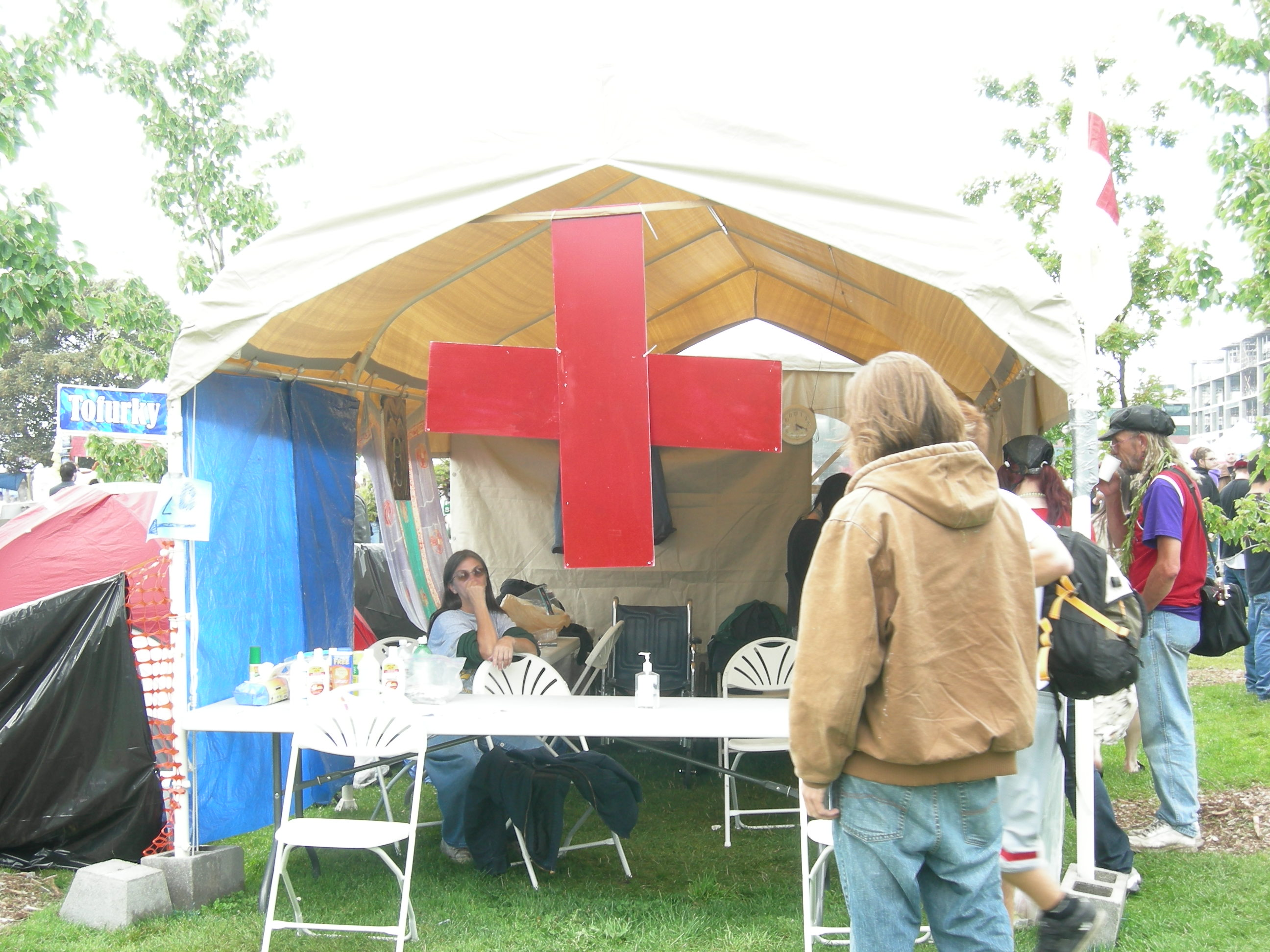
Estación de primeros auxilios un festival (Estados Unidos, 2007)

Un punto de socorro o de primeros auxilios, es una habitación en un establecimiento (p. ej. una escuela, fábrica, local de deportes o aeropuerto) donde alguien herido o que ha caído enfermo puede ser atendido con una primera ayuda y para esperando la llegada de los servicios médicos de emergencia.

## Instalación
Según las instrucciones emitidas el 1981 en el Reino Unido, un lugar de socorro o de primeros auxilios tiene que ser claramente indicado, fácilmente accesible y contener:
- Una pica y agua potable;
- Primeros materiales de ayuda (que pueden incluir mantas y equipamiento protector);
- Una litera de examen médico ;
- Un teléfono u otro equipamiento de comunicación;
- Un libro de registro para grabar incidentes.[1]

En el Reino Unido un lugar de socorro o de primeros auxilios es obligatorio en algunas fábricas químicas, lugares de construcción, o instalaciones a cierta distancia de servicios médicos.En algunos casos el lugar puede ser utilizado por otros propósitos cuando no se requiera por primera ayuda.
Un lugar de socorro o de primeros auxilios provisional puede ser especialmente importante, para reunir personas en un incidente o emergencia.